# Yazid I
Yazid ibn Muàwiya o Yazid I —àrab: يزيد بن معاوية, Yazīd ibn Muʿāwiya— (643-683) fou califa omeia sufyànida de Damasc (680-683). Fou escollit successor pel seu pare, el califa Muàwiya I. La seva mare era Maysun, germana del xeic kalbita Ibn Bàhdal i el poder dels kalbites al sud de Síria en va aconsellar l'elecció al seu pare, en lloc d'Abd-Al·lah ibn Muàwiya, la mare del qual era quraixita. La seva kunya fou Abu-Khàlid i la va agafar pel seu fill Khàlid ibn Yazid.
Durant la vida del seu pare va dirigir una expedició contra els romans d'Orient participant en l'atac contra Constantinoble el 669 o 670. Va dirigir també diverses vegades el hajj.

## La segona guerra civil islàmica
Durant el govern de Muàwiya I, alguns alides van refusar de prestar jurament al presumpte hereu Yazid, i a la mort del califa, l'abril del 680, van ratificar la no-acceptació de Yazid. Al-Hàssan ibn Alí i el seu germà Al-Hussayn es van retirar a Medina, intentant mantenir-se al marge de la implicació política a favor o en contra de Muawiya. Al-Hàssan, el fill gran d'Alí, morí en 661 i Al-Hussayn esdevé el pretendent alida al títol de califa per la dignitat que li confereix ser fill de califa i net del profeta. Després de la mort d'Hassan, quan els iraquians es van dirigir a Hussayn per fer un aixecament, Hussayn els va ordenar que esperessin mentre Muàwiya fos viu a causa del tractat de pau entre Al-Hàssan i Muàwiya. L'any 680 Muàwiya mor a Damasc, amb la qual cosa queda oberta de nou la qüestió de la successió al califat, ja que encara no s'havia establert que la dignitat de califa hauria de ser hereditària, encara que tant els omeies com els alides ho pretenien. Muawiya abans de morir va intentar forçar el pas d'un sistema electiu a un d'hereditari, en contra del tractat entre Al-Hàssan i Muàwiya, proclamant hereu el seu fill Yazid, que fou aclamat com nou califa a Damasc. Això, però, fou contestat en bona part de l'imperi islàmic, entre ells els alides. Yazid va exigir que Hussayn li jurés lleialtat i Hussayn s'hi va negar i va abandonar Medina, la seva ciutat natal, per refugiar-se a la Meca l'any 679. Kufa havia estat la capital califal durant els regnats del seu pare i el seu germà, i els kufans, que havien lluitat contra els omeies i els seus aliats sirians durant la guerra civil que va establir el califat omeia, estaven insatisfets amb l'abdicació d'Al-Hàssan i molt ressentits del govern omeia, així que van enviar cartes a Al-Hussayn demanant-li que fos el seu imam i li van jurar la seva lleialtat per liderar una rebel·lió contra Yazid, a la qual cosa al-Hussayn accedeix.
Després de la mort d'al-Hussayn a la batalla de Karbala (octubre del 680) a mans de les forces enviades per Yazid manades pel seu governador Ubayd-Al·lah ibn Ziyad de l'Iraq, Abd-Al·lah ibn az-Zubayr va començar a reclutar partidaris, i una tropa encapçalada per Múslim ibn Uqba al-Murrí fou enviada a Medina per posar fi a l'activitat rebel. Abd-Al·lah llavors va proclamar la deposició de Yazid, i el van secundar els Ansar de Medina que van agafar com a cap a Abd-Al·lah ibn Hàndhala deposant el governador omeia, i els quraixites de la ciutat que van agafar com a cap a Abd-Al·lah ibn Mutí. Yazid I va enviar contra els rebels Muslim ibn Uqba al-Murbi amb un exèrcit sirià de dotze mil homes que va derrotar els medinesos a la batalla d'al-Harra el 27 d'agost del 683, saquejant la ciutat durant tres dies. Múslim ibn Uqba al-Murbi va morir poc després quan es dirigia a assetjar Abd-Al·lah ibn az-Zubayr que era a la Meca. El 24 de setembre del 683, el nou comandant, Al-Hussayn ibn Numayr va iniciar el setge però al cap de 64 dies els assetjants es van assabentar de la mort de Yazid i van aixecar-lo.
El califa va morir a Huwwarin o Hawwarin el novembre del 683, quan tenia 40 anys i fou el darrer sufyànida. Li va succeir el seu fill i successor designat, Muàwiya ibn Yazid (Muàwiya II), que només regnaria uns mesos.